# Pugsley Addams
Pugsley Addams, conosciuto anche come Irving Addams e, in italiano, Giglio Addams, Carlino Addams o Nottolo Addams, è un personaggio immaginario creato da Charles Addams nel 1941 come membro della famiglia Addams. È il figlio di Gomez e Morticia Addams e fratello di Mercoledì.

## Nome
Nelle vignette originali di Charles Addams il personaggio non ha un nome, così come il resto della famiglia. La necessità di dare un nome ai personaggi della famiglia Addams emerge la prima volta nel 1962, quando la ditta Aborigenals Ltd. di Manhattan decide di commercializzare una linea di bambole di pezza con le fattezze dei personaggi delle vignette di Charles Addams. Hanno già il loro nome definitivo le bambole di Morticia, Gomez e Mercoledì. Per il personaggio che invece diverrà in seguito Pugsley, Addams non ha ancora deciso il nome e la sua bambola viene così commercializzata con il nome di Irving.
Durante la fase di preproduzione della serie televisiva degli anni sessanta, quando è necessario che tutti i personaggi abbiano un nome e un carattere ben definito, Charles Addams suggerisce inizialmente di chiamare il figlio di Gomez e Morticia con il nome di Pubert, derivato dalla parola puberty ("pubertà", in inglese), ma il nome viene respinto dal network televisivo perché giudicato troppo "sessuale" e viene così scelto al suo posto il nome Pugsley, mutuato da Charles Addams da un corso d'acqua del Bronx, il Pugsley Creek. Il nome Pubert sarà ripescato più tardi per il terzo figlio di Gomez e Morticia nel film La famiglia Addams 2 (Addams Family Values, 1993).
Nel primo doppiaggio italiano della serie del 1964 il suo nome era Giglio Addams. Nell'episodio Scooby-Doo incontra la famiglia Addams della serie animata Speciale Scooby del 1972, Pugsley viene chiamato Carlino, mentre nel primo doppiaggio italiano della serie animata del 1973, spin-off di Speciale Scooby, il personaggio è stato ribattezzato Nottolo Addams.
In Sudamerica il personaggio è conosciuto con il nome di Pericles Addams, mentre in Spagna mantiene il nome originale.

## Storia
Il personaggio di Pugsley viene sviluppato da Charles Addams tra il 1941 e il 1942 in una serie di vignette che appiono sul periodico The New Yorker e che lo vedono ancora senza un'identità ben definita, diviso tra il bravo boyscout e lo spettatore che osserva una piovra trascinare un pedone in un tombino sulla copertina di Drawn and Wartered, prima raccolta delle vignette di Addams pubblicata dalla Random House nel 1942. Soltanto il 19 giugno 1943 il bambino assume quelle connotazioni "malefiche" che gli saranno proprie: in questa data viene pubblicata una vignetta che lo ritrae durante un esperimento di laboratorio scolastico, mentre gli altri alunni costruiscono cassette per gli uccelli, lui è impegnato nel fabbricare una cassa da morto.
La prima apparizione, invece, dei due bambini, che più tardi assumeranno il nome di Mercoledì e Pugsley, assieme a Morticia, in cui vengono presentati come i suoi figli, avviene il 26 agosto 1944. In questa scenetta vediamo Morticia dire a Mercoledì, con Pugsley sullo sfondo: "Ora non venire a frignare da me. Vai a dirgli che lo avvelenerai per bene anche tu.". Nelle vignette che seguiranno Mercoledì e Pugsley verranno raffigurati spesso giocare assieme a giochi "pericolosi", tirarsi scherzi birbanti e con finalità omicide o venire richiamati dalla madre.

## Caratteristiche

Pugsley nel film in animazione CGI del 2019

Charles Addams così descrive Pugsley nelle note per la produzione della serie televisiva degli anni sessanta:
Pugsley è un ragazzo in età pre-adolescenziale e il suo hobby è quello di rubare i cartelli stradali. Lui e sua sorella Mercoledì giocano insieme e condividono gli stessi interessi: dinamite, ragni e altri giochi pericolosi. All'inizio della serie ha otto anni, due anni in più della sorellina, in altre trasposizioni successive Pugsley diviene il fratello minore. Veste sempre con una maglietta a righe e pantaloncini corti ed è sempre ritratto come sovrappeso o comunque con un aspetto rubicondo e paffuto.
Nella serie TV La famiglia Addams è dipinto più vivace e inventivo. Dimostra infatti di saper costruire meccanismi e strumenti futuristici, come pistole anti-gravità e insieme al padre ha costruito un computer e un robot.
Nel film per la televisione del 1977, Mercoledì e Pugsley sono ormai adolescenti e Gomez e Morticia hanno avuto altri due nuovi figli cui hanno dato il nome di Wednesday Jr. (interpretata da Jennifer Surprenant) e Pugsley Jr. (interpretato da Ken Marquis) nell'edizione originale.
Nei film La famiglia Addams e La famiglia Addams 2 si dimostra invece meno intelligente e spesso un complice non del tutto consapevole dei piani della sorella. Nella serie televisiva La nuova famiglia Addams, si scopre che ha mangiato il suo fratellino Pubert.
Nel musical del 2010 Pugsley è il motore della storia, in quanto, geloso di Lucas Beineke, fidanzato della sorella Mercoledì ormai diciottenne, temendo che questa non gli dedicherà più le attenzioni che ha goduto fino ad allora torturandolo, escogita di somministrare una pozione alla madre di Lucas, Alice, scatenando così la separazione delle coppie che in seguito si riuniranno, risolvendo i loro conflitti inesplosi.
Nel film animazione CGI del 2019, Pugsley è un'autentica piccola peste con la passione degli esplosivi. È piccolo, biondo, cicciottello e indossa sempre una maglietta a righe bianche e rosse e un paio di pantaloncini corti. È destinato ad eseguire la cerimonia della "mazurca della sciabola" cui sono destinati tutti i maschi degli Addams, durante una ricorrenza che vede ospiti tutti i parenti del clan. Fallisce però miseramente, dimostrando comunque che la propria abilità in quanto Addams non è quella di maneggiare la sciabola, ma gli esplosivi, con i quali protegge i propri parenti dagli attacchi della perfida Margaux Needler.
Nella serie televisiva Mercoledì (Wednesday) del 2022, Mercoledì è un giorno triste (Wednesday's Child Is Full of Woe) e Chi semina vento raccoglie tristezza (You Reap What You Woe), Puglsey viene raffigurato come un adolescente un po' sovrappeso, simile al padre, con i capelli neri, diversamente da com'è stato quasi sempre raffigurato, ovvero biondo. È il fratello minore di Mercoledì, che qui è un'adolescente di 16 anni, e viene vessato dai bulli della scuola e difeso dalla sorella, la quale, vendicandolo liberando dei pesci piranha nella piscina in cui nuotano i bulli che tormentano il fratello, si giustifica affermando di essere la sola in diritto di torturarlo.

## Interpreti
Nella serie televisiva degli anni sessanta La famiglia Addams Pugsley viene interpretato da Ken Weatherwax, che riprenderà il ruolo anche nella successiva rimpatriata del cast originale per il film per la televisione del 1977 Halloween con la famiglia Addams (Halloween with the New Addams Family), interpretando un Pugsley adolescente.
Nel doppiaggio originale dell'episodio del 1972 Scooby-Doo incontra la famiglia Addams, della serie animata Speciale Scooby, la voce di Pugsley viene data da una allora sconosciuta Jodie Foster, che riprende la parte anche nella successiva serie animata La famiglia Addams del 1973.
Nel secondo doppiaggio per le reti Mediaset il personaggio viene invece doppiato da Marco Guadagno, fratello di Francesca, che nel medesimo doppiaggio interpreta Mercoledì.
Nello speciale televisivo The Addams Family Fun-House del 1973, Pugsley Addams è interpretato da Butch Patrick, già interprete di Eddie Munster nella serie televisiva CBS degli anni sessanta, rivale della serie La famiglia Addams, I mostri (The Munsters).
Nel primo doppiaggio della serie animata del 1973, Pugsley è doppiato da Fabrizio Mazzotta,  mentre nel secondo doppiaggio la voce è interpretata da Ilaria Biella.
Nei film La famiglia Addams (The Addams Family, 1991) e La famiglia Addams 2 (Addams Family Values, 1993), Puglsey è interpretato da Jimmy Workman Nell'edizione italiana dei film Jimmy Workmnan è doppiato da Paolo Vivio.
Nell'edizione originale della serie animata La famiglia Addams (The Addams Family) del 1992-1993, Puglsey è interpretato da Jeannie Elias.
Nel film La famiglia Addams si riunisce (Addams Family Reunion) del 1998, nessun attore dei precedenti film a eccezione di Carel Struycken (Lurch), riprende la propria parte, così Jimmy Workman viene sostituito da Jerry Messing, doppiato in italiano da Irene Scalzo,. mentre nella serie televisiva La nuova famiglia Addams (The New Addams Family) del 1998-1999 Pugsley viene impersonato da Brody Smith, doppiato in italiano da Lorenzo De Angelis.
Nell'edizione originale di Broadway del musical The Addams Family del 2010, Puglsey viene interpretato da Adam Riegler, mentre nell'edizione italiana dello stesso viene impersonato da Giacomo Nasta (2014) e da Alfredo Simeone (2018 e 2019).
Nell'edizione originale del nuovo film in animazione CGI, la voce di Pugsley viene data dall'attore Finn Wolfhard, già celebre per la sua partecipazione alla serie televisiva Stranger Things. Nel sequel del 2021 La famiglia Addams 2, Pugsley è invece doppiato originalmente da Javon Walton. In entrambe le edizioni italiane dei film, Pugsley è ridoppiato da Luciano Spinelli.
Nella serie televisiva Mercoledì (Wednesday, 2022), Puglsey viene interpretato da Isaac Ordonez, doppiato in italiano da Arturo Sorino. Così come Morticia e Gomez, anche il personaggio di Pugsley appare solamente in due episodi, Mercoledì è un giorno triste (Wednesday's Child Is Full of Woe) e Chi semina vento raccoglie tristezza (You Reap What You Woe).

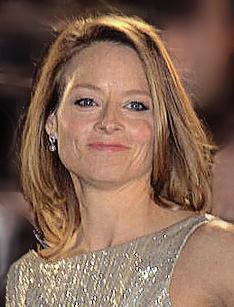
Jodie Foster, doppiatrice di Pugsley in Scooby-Doo incontra la famiglia Addams e nella serie animata del 1973.
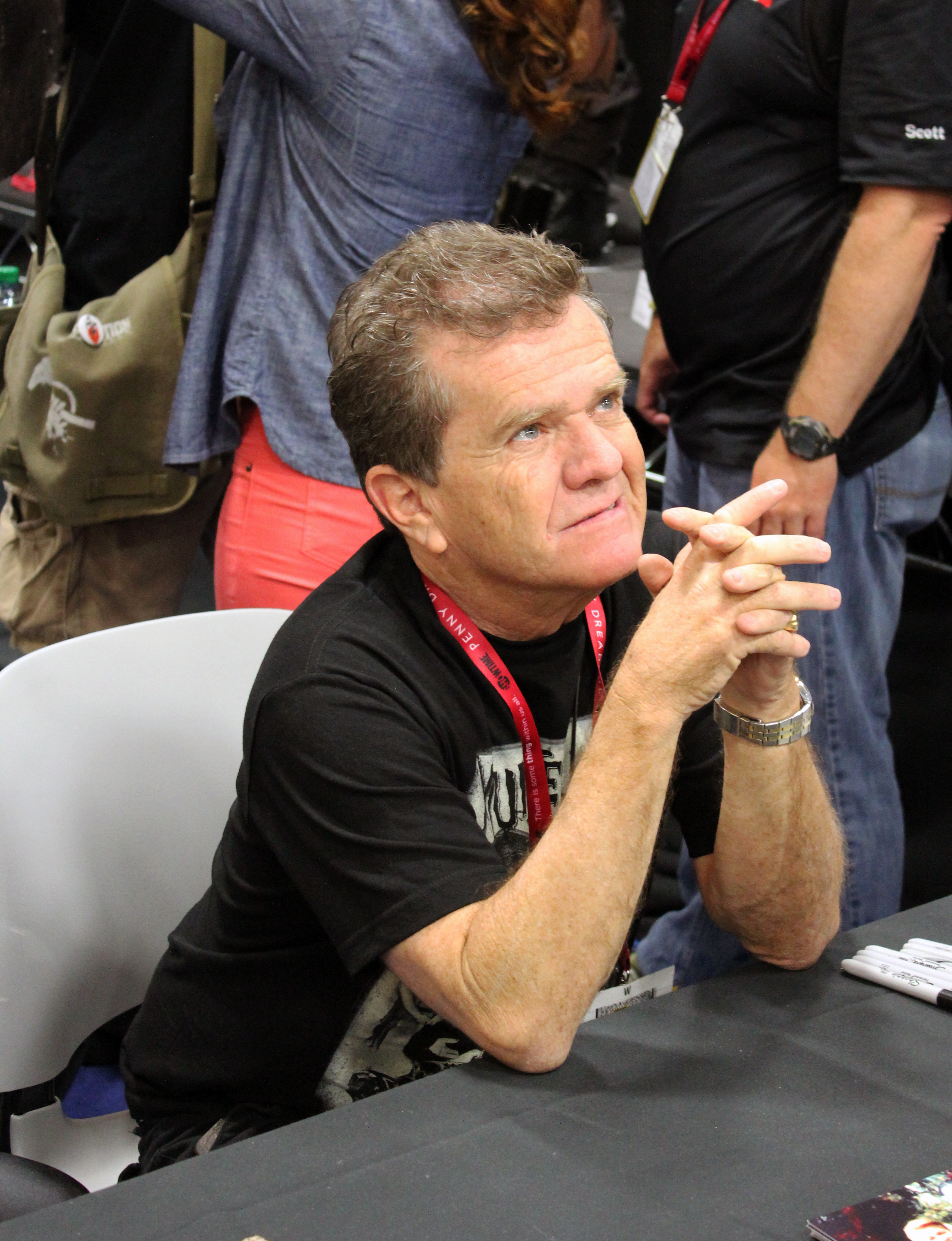
Butch Patrick, interprete di Pugsley in The Addams Family Fun-House
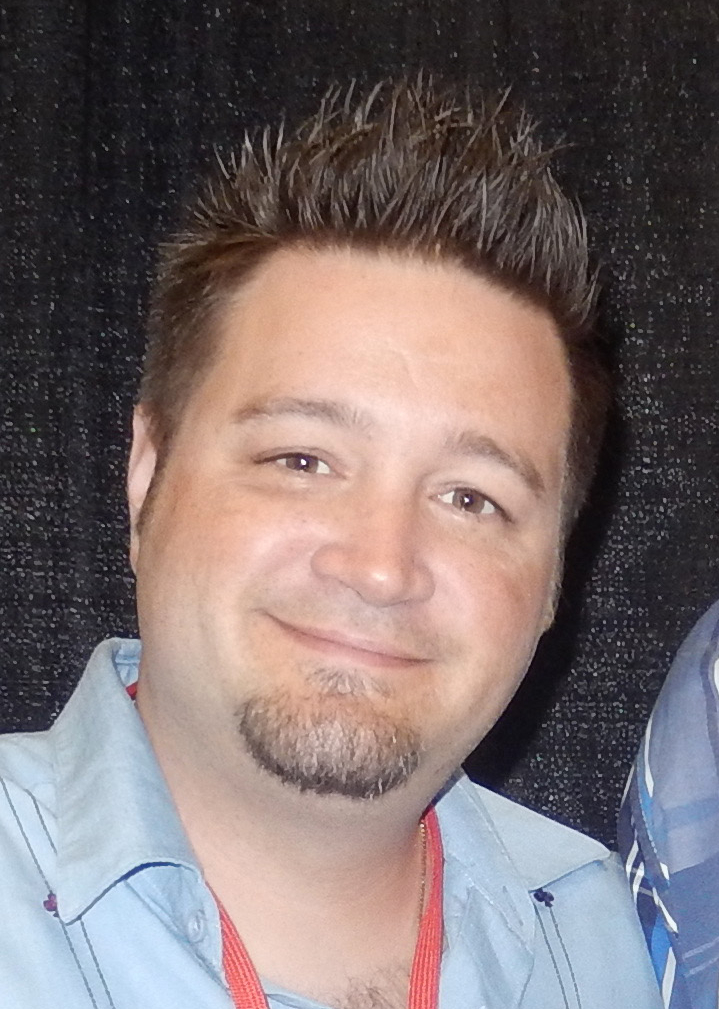
Jimmy Workman, interprete di Pugsley nei due film di Barry Sonnenfeld
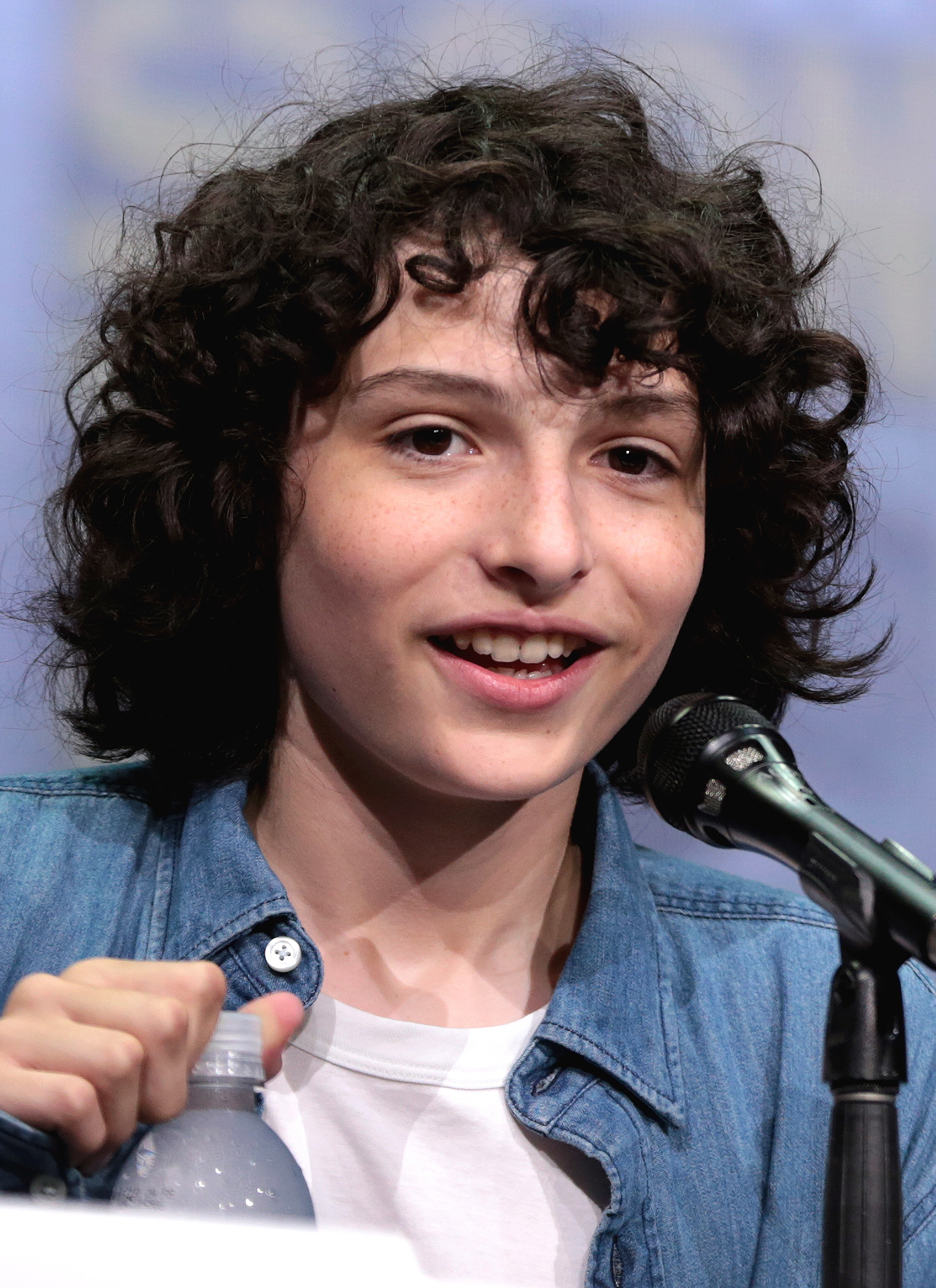
Finn Wolfhard, doppiatore originale di Pugsley nel film in animazione del 2019

## Merchandising
- Nel 1962, un anno prima dell'inizio della preproduzione della serie televisiva, la Aboriginals Ltd. di Manhattan crea delle bambole di pezza raffiguranti i personaggi della famiglia Addams disegnati da Charles Addams.[1] Tra queste vi è anche quella del personaggio che più tardi assumerà il nome di Pugsley, per il quale Charles Addams non ha ancora trovato un nome e viene pertanto commercializzato come Irving.[1]
- Nel 1992 la Playmates realizza una serie di action figures ispirate ai personaggi disegnati da Charles Addams, più precisamente i personaggi sono quelli rappresentati nella coeva serie televisiva animata, tra cui anche Puglsey.
- Nel 2019, per il set The Addams Family Village ispirato ai fumetti di Charles Addams della Department 56, viene commercializzata anche la figura di Mercoledì e Pugsley che giocano con una ghigliottina.[20]
- Nel febbraio 2019 la Funko realizza una serie di action figures nella linea Pop rappresentati i personaggi del telefilm degli anni sessanta, tra cui anche Pugsley.[21]
- Sempre nel 2019 la Cuddle Barn commercializza una linea di pupazzi in stoffa di varie dimensioni raffiguranti i personaggi del nuovo film di animazione del 2019 La famiglia Addams, Pugsley compreso.[22][23]
- Ancora nel 2019 la Mezco realizza un'action figure da 10 cm con 5 punti di articolazione di Pugsley che viene commercializzato in coppia con lo Zio Fester e una delle varianti di Mano.[22][24][25][26]
- L'11 settembre 2019 la Funko annuncia la distribuzione di una serie di action figures con i personaggi del nuovo film di animazione, compreso anche Pugsley.[27]

## Filmografia

### Cinema
- La famiglia Addams (The Addams Family), regia di Barry Sonnenfeld (1991) - Jimmy Workman
- La famiglia Addams 2 (The Addams Family Values), regia di Barry Sonnenfeld (1993) - Jimmy Workman
- La famiglia Addams (The Addams Family), regia di Conrad Vernon e Greg Tiernan (2019) - Finn Wolfhard
- La famiglia Addams 2 (The Addams Family 2), regia di Greg Tiernan, Laura Brousseau e Kevin Pavlovic (2021) - Javon Walton

### Televisione
- La famiglia Addams (The Addams Family ) - serie TV, 64 episodi (1964-1966) - Ken Weatherwax
- Speciale Scooby (The New Scooby-Doo Movies) - serie TV, episodio 1x03 (1972) - Jodie Foster
- The Addams Family Fun-House - show musicale televisivo (1973) - Butch Patrick
- La famiglia Addams - serie animata, 16 episodi (The Addams Family, 1973) - Jodie Foster
- Halloween con la famiglia Addams (Halloween with the New Addams Family), regia di David Stainmetz - film TV (1977) - Ken Weatherwax, Ken Marquis
- La famiglia Addams (The Addams Family) - serie animata (1992) - Jeannie Elias
- La famiglia Addams si riunisce (Addams Family Reunion), regia di Dave Payne - film TV e direct-to-video  (1998) - Jerry Messing
- La nuova famiglia Addams (The New Addams Family) - serie TV, 65 episodi (1998) - Brody Smith
- Mercoledì (Wednesday) - serie TV, 6 episodi (2022-2025) - Isaac Ordonez